# たこめし

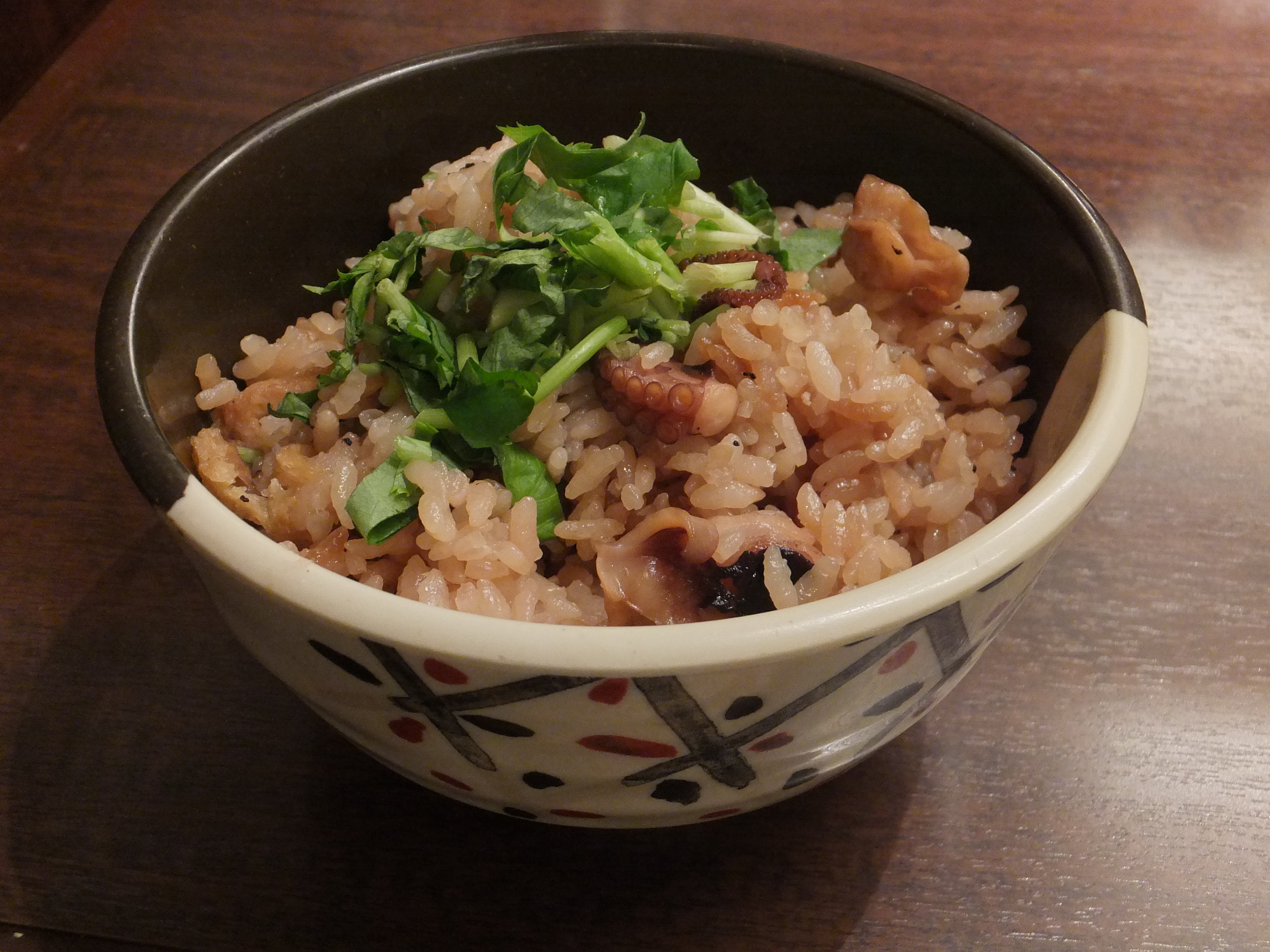
たこめし

蛸飯（たこめし）は、タコを用いたご飯料理で、郷土料理のひとつ。タコとご飯に炊き込むもの、煮たタコをご飯に乗せたり混ぜたりするもの、両方を組み合わせたものがある。
愛媛県、香川県、広島県、岡山県、兵庫県など、瀬戸内海周辺の島嶼、海岸地域を中心に食べられている。また、茨城県でも太平洋のタコを用いて作られている。

## 松山のたこめし
炊き込み式のもの。確たる起源は不明であるが、漁船上で漁業者が獲れたタコをぶつ切りにして飯に炊き込んだのが始まりとみられている。もともと伊予灘は海底が砂地で、小エビ、カニ、貝類が多く、タコの生育環境として適している。その中でも春先に出回る「木の芽だこ」と呼ばれる200–400グラムの小ダコは身が締まって美味とされる。また、梅雨の多雨期には栄養分を含んだ水が海に流れ込むため、タコが大きく育ち、この時期のものも独特の歯ざわりがあるとされる。松山市では、伊予灘に面した漁港のある今出（いまず）地区に、たこめしを初めとしたタコ料理の専門店がいくつかある。

## 材料・作り方の一例

### 材料（4人分）
- 生ダコの足 … 100～150（2～3本）
- 米 … 3カップ（550cc）
- 出し汁 … 630cc
- 薄口醤油 … 45cc
- みりん … 35cc
- 酒 … 10cc

### 作り方
具が少ない簡素な料理だけに、下ごしらえは手を抜かない。まず、生ダコの足に塩をふりかけ、手で揉むようにして表面の滑りを取り除く。そして吸盤の中の汚れを指先を使ってきれいに取る。タコは適当な大きさに切り、包丁の背で軽く叩いておく。次に米を水洗いし、15分ほどザルに上げて水をよく切っておく。
炊飯器に洗った米を入れ、用意した調味料をすべて合わせ静かに注ぐ。最後にタコを入れてスイッチを入れ、炊き上げる。 
生ダコを使うと赤飯のようなきれいな色に仕上がる。好みで木の芽や青のりをあしらってもよい。

## 駅弁
下記の駅で販売されているものが有名である。
- 三原駅、福山駅、尾道駅、新尾道駅（広島県） - 「珍辨たこめし」、「あっぱれ多幸」。「珍辨たこめし」は1953年に発売が開始された長寿駅弁である[2]。
- 神戸駅、新神戸駅、芦屋駅、西明石駅（兵庫県） - 「ひっぱりだこ飯」。蛸壺風の容器を使用。
- 姫路駅（兵庫県） - 「明石たこやわらか煮弁当」。後のせ蛸飯。
- 大洗駅（茨城県） - 「三浜たこめし弁当」。炊き込み蛸飯に蛸の煮物の薄切りを乗せている。